# Quartinia diana
Quartinia diana är en stekelart som först beskrevs av Richards 1962.  Quartinia diana ingår i släktet Quartinia och familjen Masaridae. Inga underarter finns listade i Catalogue of Life.